# Hilmar Baunsgaard
Hilmar Tormod Ingolf Baunsgaard (1920 - 1989) foi um político da Dinamarca. Ocupou o cargo de primeiro-ministro da Dinamarca.